# فوق سری!
فوق سری! فیلم کمدی اکشن آمریکایی تولید شده در سال ۱۹۸۴ است که توسط جیم آبراهامز، دیوید زاکر و جری زاکر معروف به (ZAZ) ساخته و کارگردانی شده‌است. وال کیلمر اولین نقش خود را در این فیلم ایفا کرد.
این فیلم از سبکهای مختلف فیلم مانند موزیکال با بازی الویس پریسلی، فیلمهای جاسوسی دوران جنگ سرد و فیلم‌های جنگ جهانی دوم تقلید می‌کند. ژانر اصلی فیلم هجویه یا نقیضه است. موسیقی اصلی فیلم توسط موریس جارو ساخته شده‌است.

## خلاصه داستان
داستان دربارهٔ نیک ریورز، ستاره راک آمریکایی، و ماجرای سفر او به آلمان شرقی (که نماینده آن مانند رژیم هیتلر است) و اتفاقات رخ داده در این سفر است.

## عوامل
وال کیلمر در نقش نیک ریورز
لوسی گاتریج در نقش هیلاری فلاموند
کریستوفر ویلیس نقش رهبر مقاومت نیگل «مشعل» را بازی می‌کند
بیلی جی میچل به عنوان مارتین، مأمور نیک ریورز
جرمی کمپ به عنوان جنرال استریک
عمر شریف به عنوان نماینده سدریک
پیتر کوشینگ به عنوان صاحب کتابفروشی
مایکل گاو به عنوان دکتر پل فلاموند
وارن کلارک به عنوان سرهنگ فون هورست
هری داتسون به عنوان Du Quois، عضو مقاومت
جیم کارتر در نقش دژا وو، عضو مقاومت
ادی تاگو به عنوان موس شکلات، عضو مقاومت
جان شارپ در نقش Maitre'D
یان مک نیس به عنوان یک فروشنده کور
گرتان کلبر به عنوان شهردار برلین
ریچارد میس در نقش ولادیمیر بیلتنیکوف
Tristram Jellinek به عنوان سرگرد Crumpler
جان جی کارنی در نقش کلاوس
دمیتری آندریاس به عنوان لاترین، عضو مقاومت
ویویان لورن به عنوان خانم برگن
داگ رابینسون در نقش کروگر
ماکس فاکنر به عنوان افسر آلمان شرقی

## تولید
بعد از موفقیت بسیار زیاد فیلم هواپیما! تیم ZAZ مجموعه تلویزیونی جوخه پلیس Police Squad را ساختند که موفقیت هواپیما را در پی نداشت و بعد از ۶ قسمت لغو شد. دیوید زاکر در این باره گفت: 
 ما فقط به موضوعی احتیاج داشتیم که از آن هیجان زده شویم. برای شروع داستان کاملی مثل هواپیما نداشتیم. ما فقط طرفداران آن فیلم‌های سیاه و سفید جنگ جهانی دوم بودیم که در طول جنگ ساخته شد. اما به نظر ما این نوع فیلم برای زمان حال دیگه کافی نبودند. به نوعی دنبال به روز کردن و معاصر سازی اون داستان‌های سیاه و سفید جنگی بودیم. این تمام مفهوم "Top Secret!" بود 
 دیوید زاکر مدعی شد که ایده اولیه فوق سری! از زمان ساخت هواپیما! با آنها بوده‌است. «اما ما فقط نتوانستیم بفهمیم چگونه این کار را انجام دهیم. ما تلاش‌های مکرر برای ترکیب یک فیلم راک اند رول با یک فیلم جنگ جهانی دوم انجام دادیم اما انجام آن بسیار دشوار بود». نویسنده چهارم، مارتین برک، برای کار روی داستان آورده شد. جری زاکر گفت: «اگر بخاطر مارتین کمک نبود، ما هنوز در آن اتاق نسشته بودیم.»
بودجه این فیلم ۸٫۵ میلیون دلار گزارش شده، در حالی که هواپیما! فقط با ۳٫۲ میلیون دلار ساخته شده بود
کیلمر توسط کارگردان‌های فیلم پس از دیده شدن در نمایشنامه ای به نام اسلب پسران که در آن با شان پن و کوین بیکن همبازی بود انتخاب شد.

## موسیقی متن
| شماره | نام | نویسنده(ها)                                              | Artist     | مدت  |
| ----- | --- | -------------------------------------------------------- | ---------- | ---- |
| ۱.    | «Skeet Surfin'» (Parody mix based on Little Honda, Surfin' U.S.A., Fun, Fun, Fun, California Girls, and Hawaii) | برایان ویلسون، مایک لاو، چاک بری                         | وال کیلمر  | ۲:۵۸ |
| ۲.    | «Are You Lonesome Tonight?»                                                                                     | Lou Handman, Roy Turk                                    | Val Kilmer | ۱:۳۲ |
| ۳.    | «How Silly Can You Get»                                                                                         | Phil Pickett                                             | Val Kilmer | ۲:۴۸ |
| ۴.    | «Straighten Out the Rug»                                                                                        | Paul Hudson                                              | Val Kilmer | ۲:۵۶ |
| ۵.    | «Tutti Frutti»                                                                                                  | Dorothy LaBostrie, لیتل ریچارد                           | Val Kilmer | ۱:۳۸ |
| ۶.    | «Spend This Night With Me»                                                                                      | دیوید زاکر (فیلم‌ساز), جری زاکر، جیم آبراهامز، Mike Moran | Val Kilmer | ۳:۲۶ |

## پخش
این فیلم در کالج‌های مختلف به نمایش گذاشته شد و با توجه به فیدبک مخاطبان، طول آن از حدود دو ساعت به ۹۰ دقیقه کاهش یافت.

### نظر منتقدان
در گوجه فرنگی‌های فاسد، فوق سری! دارای امتیاز کلی ۷۶٪، بر اساس ۳۴ بررسی با میانگین امتیاز ۶٫۶ از ۱۰ است.
راجر ایبرت به آن ۳٫۵ ستاره از ۴ ستاره داد یانکوویچ این فیلم را محبوب همه دوران خود خواند.اما نقد و بررسی لئونارد مالتین، مورخ سینما در مورد این فیلم متفاوت بود، او نمره ۲٫۵ از ۴ را به آن داد و اینگونه توصیف کرد: "احتمالاً احمقانه، با خنده‌های زیاد اما حرکات کم … و پایان فیلم کجاست؟" 